# 호아타인
호아타인 시사(베트남어: Thị xã Hòa Thành / 市社和城)는 베트남 떠이닌성의 티싸(시사)이다.

## 행정 구역
호아타인 시사에는 4개 방(坊)과 4개 사(社)가 있다.

### 방
- 호아타인 방 (Hòa Thành / 和城)
- 히엡떤 방 (Hiệp Tân / 協新)
- 롱타인박 방 (Long Thành Bắc / 隆城北)
- 롱타인쭝 방 (Long Thành Trung / 隆城中)

### 사
- 롱타인남 방 (Long Thành Nam / 隆城南)
- 쯔엉동 방 (Trường Đông / 長東)
- 쯔엉호아 방 (Trường Hòa / 長和)
- 쯔엉떠이 방 (Trường Tây / 長西)